# Merton and Wandsworth
Circonscription territorial de 
l'Assemblée de Londres
Merton and Wandsworth est une circonscription territorial de la London Assembly.
Elle recouvre les borough londoniens de Merton et Wandsworth.
Son siège est actuellement détenu par Leonie Cooper du Parti travailliste.

## Membres de l'Assemblée
| Élection | Élection | Membre            | Parti        | Portrait |
| -------- | -------- | ----------------- | ------------ | -------- |
|          | 2000     | Elizabeth Howlett | Conservateur |          |
|          | 2008     | Richard Tracey    | Conservateur |          |
|          | 2016     | Leonie Cooper     | Travailliste |          |

## Résultats de l'élection
| Parti                        | Parti                                   | Candidat                                | Voix    | %     | ±     |
| ---------------------------- | --------------------------------------- | --------------------------------------- | ------- | ----- | ----- |
|                              | Travailliste                            | Leonie Cooper                           | 77,340  | 41,71 | +5.17 |
|                              | Conservateur                            | David Dean                              | 73,039  | 39,39 | -3.75 |
|                              | Green                                   | Esther Obiri-Darko                      | 14,682  | 7,92  | +0.44 |
|                              | Libéral Démocrate                       | Adrian Hyyrylainen-Trett                | 10,732  | 5,79  | -2.09 |
|                              | UKIP                                    | Elizabeth Jones                         | 8,478   | 4,57  | +2.11 |
|                              | Indépendant                             | Thamilini Kulendran                     | 1,142   | 0,62  | -0.99 |
| Majorité                     | Majorité                                | Majorité                                | 4,301   | 2,3   |       |
| Total des suffrages exprimés | Total des suffrages exprimés            | Total des suffrages exprimés            | 185,413 | 98.9  | +0.6  |
| Votes nuls                   | Votes nuls                              | Votes nuls                              | 2,042   | 1.1   | -0.6  |
| Participation                | Participation                           | Participation                           | 187,455 | 50    | +9.1  |
|                              | Travailliste vainqueur sur Conservateur | Travailliste vainqueur sur Conservateur | Swing   |       |       |

| Parti                        | Parti                        | Candidat                     | Voix    | %    | ±    |
| ---------------------------- | ---------------------------- | ---------------------------- | ------- | ---- | ---- |
|                              | Conservateur                 | Richard Tracey               | 65,197  | 43,1 | -1.7 |
|                              | Travailliste                 | Leonie Cooper                | 55,216  | 36,5 | +7.4 |
|                              | Libéral Démocrate            | Lisa Smart                   | 11,904  | 7,9  | -2.4 |
|                              | Green                        | Roy Vickery                  | 11,307  | 7,5  | -1.0 |
|                              | UKIP                         | Mazhar Manzoor               | 3,717   | 2,5  | -0.1 |
|                              | Indépendant                  | Thamilini Kulendran          | 2,424   | 1,6  | N/A  |
|                              | Socialiste (GB)              | Bill Martin                  | 1,343   | 0,9  | N/A  |
| Majorité                     | Majorité                     | Majorité                     | 9,981   | 6,6  | -9.1 |
| Total des suffrages exprimés | Total des suffrages exprimés | Total des suffrages exprimés | 151,108 | 98.3 |      |
| Votes nuls                   | Votes nuls                   | Votes nuls                   | 2,677   | 1.7  |      |
| Participation                | Participation                | Participation                | 153,785 | 40,9 | -5.3 |
|                              | Conservateur retenir         | Conservateur retenir         | Swing   | 1.5  |      |

| Parti         | Parti                         | Candidat             | Voix   | %    | ±    |
| ------------- | ----------------------------- | -------------------- | ------ | ---- | ---- |
|               | Conservateur                  | Richard Tracey       | 75,103 | 44,9 | +8.1 |
|               | Travailliste                  | Leonie Cooper        | 48,810 | 29,2 | +5.2 |
|               | Libéral Démocrate             | Shas Sheehan         | 17,187 | 10,3 | –3.3 |
|               | Green                         | Roy Vickery          | 14,124 | 8,4  | +0.7 |
|               | UKIP                          | Strachen McDonald    | 4,286  | 2,6  | –3.8 |
|               | Christian (Christian Peoples) | Ellen Greco          | 4,053  | 2.4  | +0.3 |
|               | Démocrates anglais            | Steve Scott          | 2,160  | 1,3  | N/A  |
|               | Left List                     | Kris Stewart         | 1,714  | 1,0  | N/A  |
| Majorité      | Majorité                      | Majorité             | 26,293 | 15,7 | +2.2 |
| Participation | Participation                 | Participation        |        | 46,2 | +9.7 |
|               | Conservateur retenir          | Conservateur retenir | Swing  |      |      |

| Parti         | Parti                | Candidat             | Voix   | %    | ±    |
| ------------- | -------------------- | -------------------- | ------ | ---- | ---- |
|               | Conservateur         | Elizabeth Howlett    | 48,295 | 38,8 | –0.7 |
|               | Travailliste         | Kathryn Smith        | 31,417 | 25,3 | –3.0 |
|               | Libéral Démocrate    | Andrew Martin        | 17,864 | 14,4 | +3.5 |
|               | Green                | Roy Vickery          | 10,163 | 8,2  | +0.8 |
|               | UKIP                 | Adrian Roberts       | 8,327  | 6,7  | N/A  |
|               | Respect              | Ruairidh Maclean     | 4,297  | 3,4  | N/A  |
|               | Christian Peoples    | Ellen Greco          | 2,782  | 2,2  | N/A  |
|               | Indépendant          | Rathy Alagaratnam    | 1,240  | 1,0  | N/A  |
| Majorité      | Majorité             | Majorité             | 16,878 | 13,5 | +2.3 |
| Participation | Participation        | Participation        |        | 36,5 | +2.4 |
|               | Conservateur retenir | Conservateur retenir | Swing  |      |      |

| Parti         | Parti                                  | Candidat          | Voix   | %    | ±   |
| ------------- | -------------------------------------- | ----------------- | ------ | ---- | --- |
|               | Conservateur                           | Elizabeth Howlett | 45,023 | 39,5 | N/A |
|               | Travailliste                           | Maggie Cosin      | 32,438 | 28,3 | N/A |
|               | Libéral Démocrate                      | Siobhan Vitelli   | 12,496 | 10,9 | N/A |
|               | Travailliste indépendant               | Mark Thompson     | 11,918 | 10,4 | N/A |
|               | Green                                  | Rajeev Thacker    | 8,491  | 7,4  | N/A |
|               | Indépendant                            | Syed Manzoor      | 1,465  | 1,3  | N/A |
|               | London Socialist                       | Sarbani Mazumdar  | 1,450  | 1,3  | N/A |
|               | Indépendant                            | Terence Sullivan  | 1,049  | 0,9  | N/A |
| Majorité      | Majorité                               | Majorité          | 12,870 | 11,2 | N/A |
| Participation | Participation                          | Participation     |        | 34,1 | N/A |
|               | Conservateur vainqueur (nouveau siège) |                   |        |      |     |